# Clara Vogedes

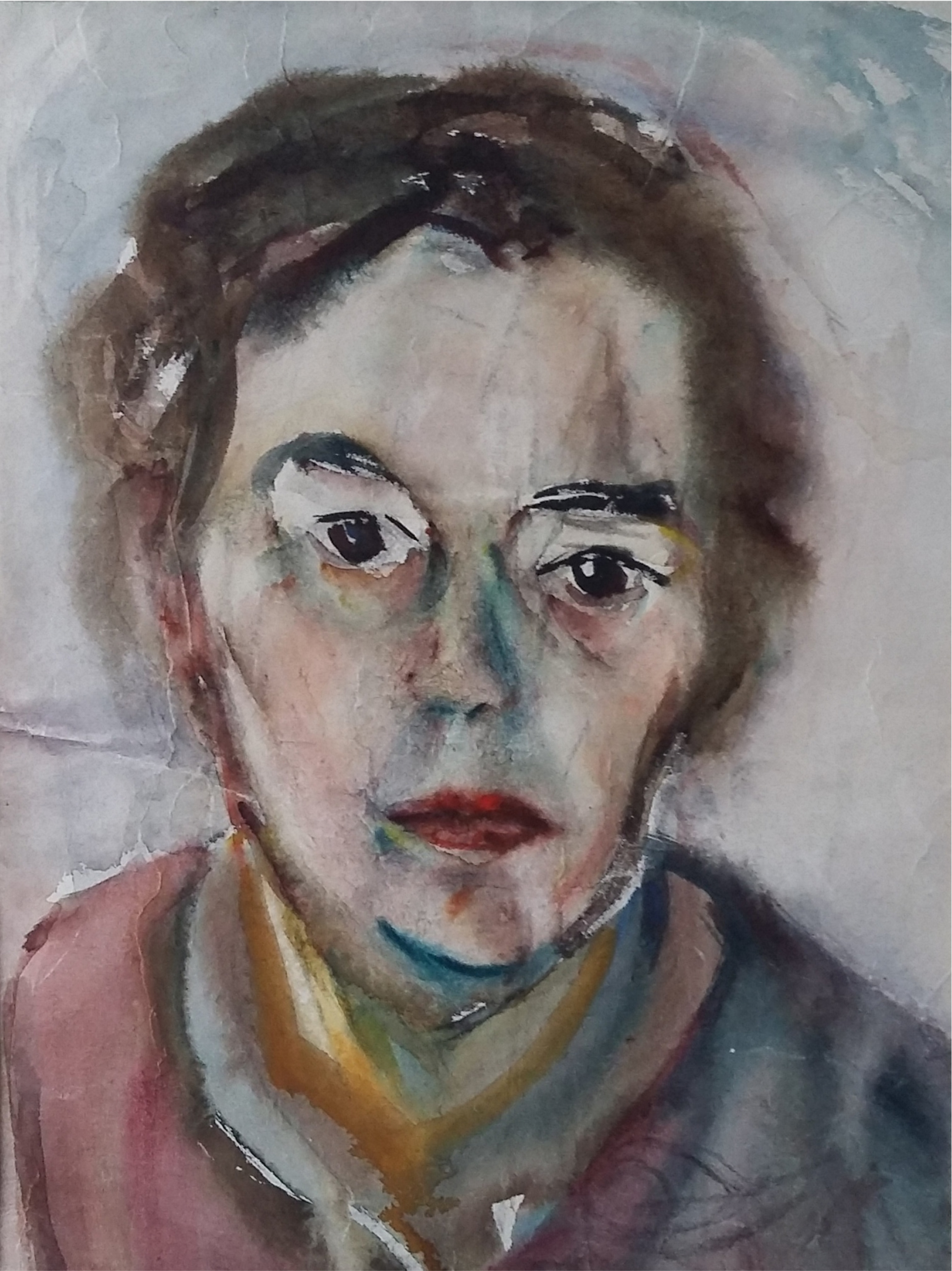
Autoportrait (1955)

Clara Vogedes, née Homscheidt en 1892 à Krefeld et morte en 1983 à Heilbronn, est une peintre allemande.

## Biographie

### Jeunesse
Clara Vogedes vient d'une famille bourgeoise de Krefeld. Après l'école, elle étudie les langues à Rolle sur le lac Léman et obtient un diplôme d'interprète en français. Elle prend ensuite des cours d’aquarelle avec Henri Duvoisin à Genève, puis de peinture à l'huile avec Henry van de Velde à Krefeld. Elle peint quelques peintures à l'huile, plus tard très rarement.[réf. nécessaire]

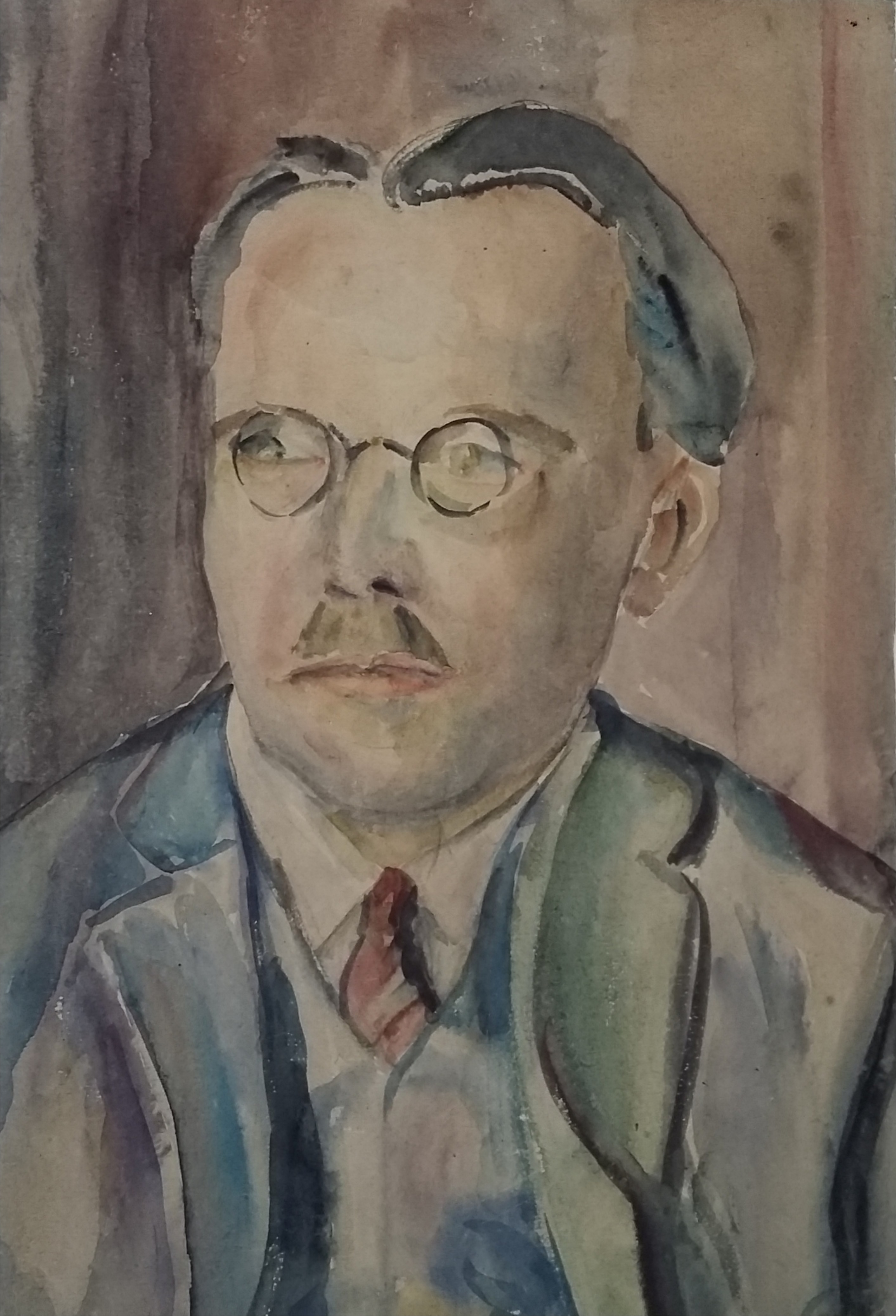
Alois Vogedes 1929

En 1917, elle épouse le journaliste, écrivain et poète du terroir Alois Vogedes (de). Ils ont quatre filles ensemble.

### Activité

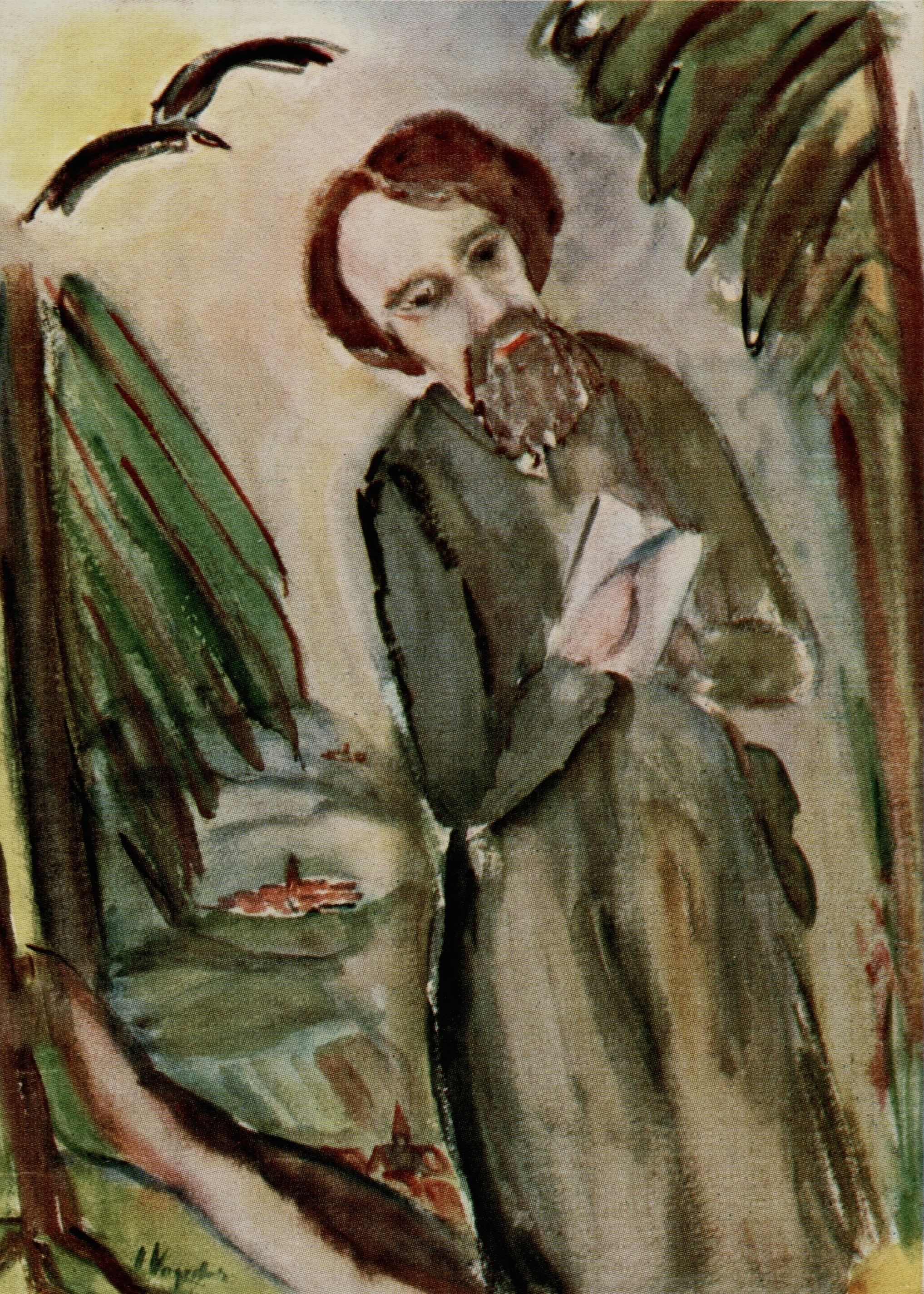
Peter Hille 1953

Les idées républicaines de son mari entraînent de constants changements d’emploi et de lieu de résidence. Alois travaille comme rédacteur en chef pour divers journaux, souvent comme journaliste à Hanovre, Trèves, Neunkirchen et Paderborn, entre autres. Elle évolue toujours dans des milieux littéraires et artistiques, comme à Hanovre dans le groupe du "Hanovre-Dadaisme" autour de Kurt Schwitters et à Paderborn dans le groupe des poètes autour de Alois Vogedes, les héritiers de Peter Hille (de).[réf. nécessaire]
En 1926, son mari reçoit une offre de Trèves, où Clara Vogedes rejoint le cercle des peintres de Trèves.[réf. nécessaire]
En 1935, elle a sa première exposition personnelle à Trèves.[réf. nécessaire]
A Neunkirchen, elle peint des scènes du monde du travail : des hommes devant des hauts fourneaux, dans des laminoirs et ateliers de tréfilage.[réf. nécessaire]
Dans le portrait de son mari (1929) et dans son autoportrait Le Peintre (1933), elle se montre maître en la technique de l'aquarelle, « qui demande beaucoup de concentration et d'habileté, car une fois la peinture appliquée, les corrections sont à peine possibles. »
Peu avant la fin de la Seconde Guerre mondiale, la famille s'installe à Paderborn, où la ville détruite et la cathédrale deviennent ses principaux motifs.[réf. nécessaire]

« Les aquarelles de l'époque montrent la maîtrise magistrale de la technique : Des dégradés de couleurs délicats, des transitions opalescentes d'un ton à l'autre, des nuances de couleurs radicalement contrastées, des accents sombres, des marques de pinceau cassantes et sèches qui rendent visible le relief du papier, puis de nouveau le chevauchement transparent des couleurs dans une palette clairsemée, l'essuyage des couleurs, qui rappelle presque des dessins à la craie. Les œuvres sont créées rapidement et spontanément, et toujours directement devant le motif, ce sont des ‘œuvres du sac à dos’, comme les appelle Clara Vogedes elle-même. »

En hiver, elle se consacre au batik, qu'elle personnalise par sa connaissance des dégradés de couleurs dans la peinture à l'aquarelle. Elle choisit souvent des thèmes religieux et crée de nombreuses scènes de crèches pour les expositions de Noël dans les villes environnantes.[réf. nécessaire]
La mort de son mari en 1956 l’afflige profondément ; elle arrête de peindre. Sa fille la plus jeune la prend chez elle à Lünen et lui aménage son propre atelier. Clara Vogedes redevient active, et une nouvelle période de création commence à l'âge de 65 ans.[réf. nécessaire]
Elle suit régulièrement des cours d'été. À la fin des années 1960 et au début des années 1970, elle s'inscrit à l'Académie internationale d'été des beaux-arts (ISOAK) à Salzbourg, fondée par Oskar Kokoschka en 1953, entre autres dans les classes de Emilio Vedova en peinture abstraite, de Zao Wou-Ki, de Jože Ciuha en peinture de nus et de portraits. Après quelques compositions abstraites, elle retourne à son propre style.[réf. nécessaire]
En 1969 et 1970, elle passe les mois d'été à l'Atelier artistique international de Séguret, où le peintre Arthur Langlet réunit des artistes de nombreux pays et de tous genres tels que peintres, dessinateurs, dessinateurs, graphistes, photographes et sculpteurs. Elle y réalise des « séries d'aquarelles devant le paysage, couchers de soleil, études d'orages, lumière et ambiance camarguaise. Les aquarelles de Clara Vogedes semblent vibrer : la lumière, l'air, l'atmosphère y jouent et mettent ainsi un fort accent lyrique. Pour elle, il ne s’agit pas de reproduire avec exactitude un sujet - par exemple un paysage - mais son expérience vécue devant ce sujet, la peinture comme ‘transcendance’ ».
Elle voyage beaucoup : en Grèce (à Rhodes, en Crète), en Andalousie, en France (surtout à Paris, en Bretagne, en Provence et en Camargue), à Prague, en République tchèque, en Angleterre, en Norvège, au Danemark et même à l'âge de 85 ans en Égypte. Elle en revient avec de nombreux dessins et d’aquarelles de paysage « qui, parfois si abstraits, ne semblent être que des études de couleur et de lumière ».

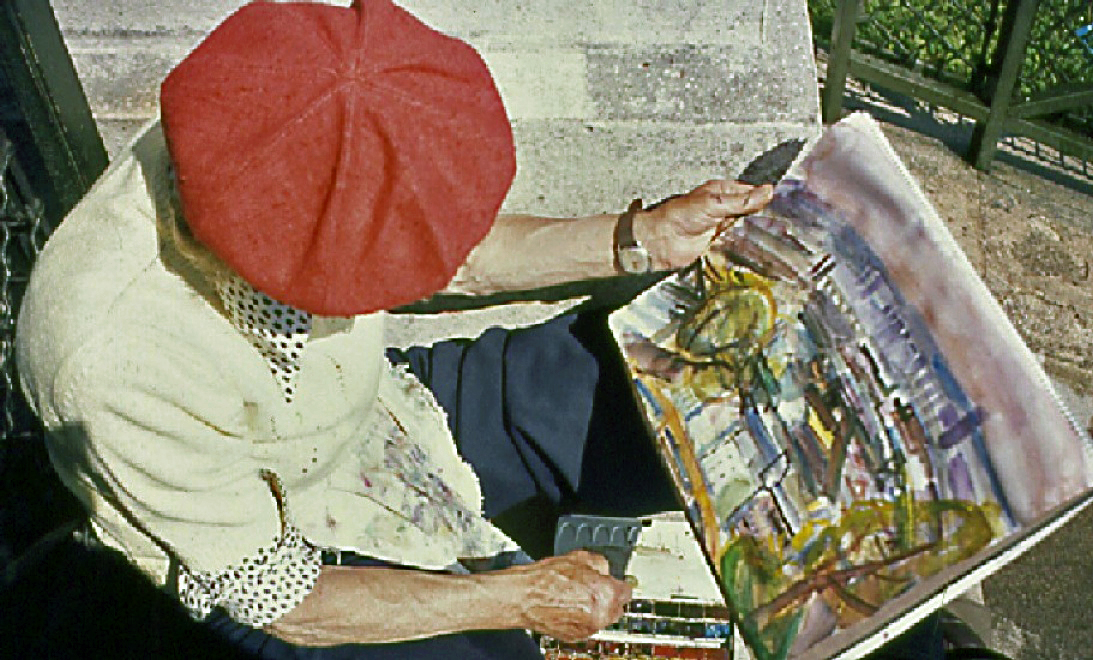
Clara Vogedes au travail en avril 1976 à Paris

En 1977, elle subit son premier accident vasculaire cérébral, après un second en 1979, elle se rapproche de sa fille aînée, médecin, à Heilbronn, où elle décède en 1983.[réf. nécessaire]

## Postérité
En 1992, à l'occasion de son 100e anniversaire, la ville de Lünen consacre une grande rétrospective à son œuvre. À propos de la journée d'exposition, la journaliste Beate Sikora écrit dans les Ruhr-Nachrichten : « Journée pluvieuse à Lünen. Une ville s'habille de couleurs gris-brun. Les silhouettes s'estompent devant l'œil du spectateur, apparaissent délavées et ternes. L'ambiance du mois de novembre, si bien représentée par Clara Vogedes, immortalisée sous forme d'aquarelle il y a de nombreuses années, ne diffère guère des tons gris nuageux du jour d'hier »[Qui ?].

## Influence
Les jeunes artistes s'intéressent aussi au travail de Clara Vogedes. En 2005, l’exposition Images du sac à dos - Images sans esquisses, du groupe de studio Lünen dans l'atelier de Heinz Cymontkowski met en contraste les images de Clara Vogedes avec ses propres œuvres créées à partir de 2000.
Deux de ses petites-filles ont eu des carrières dans le domaine artistique: Kristine Oßwald (1961-2017), dessinatrice et vidéaste, et Cornelia Oßwald-Hoffmann, historienne de l'art et conservatrice indépendante pour l'art contemporain.[réf. nécessaire]

## Choix d'œuvres

Clara Vogedes – Collection privée
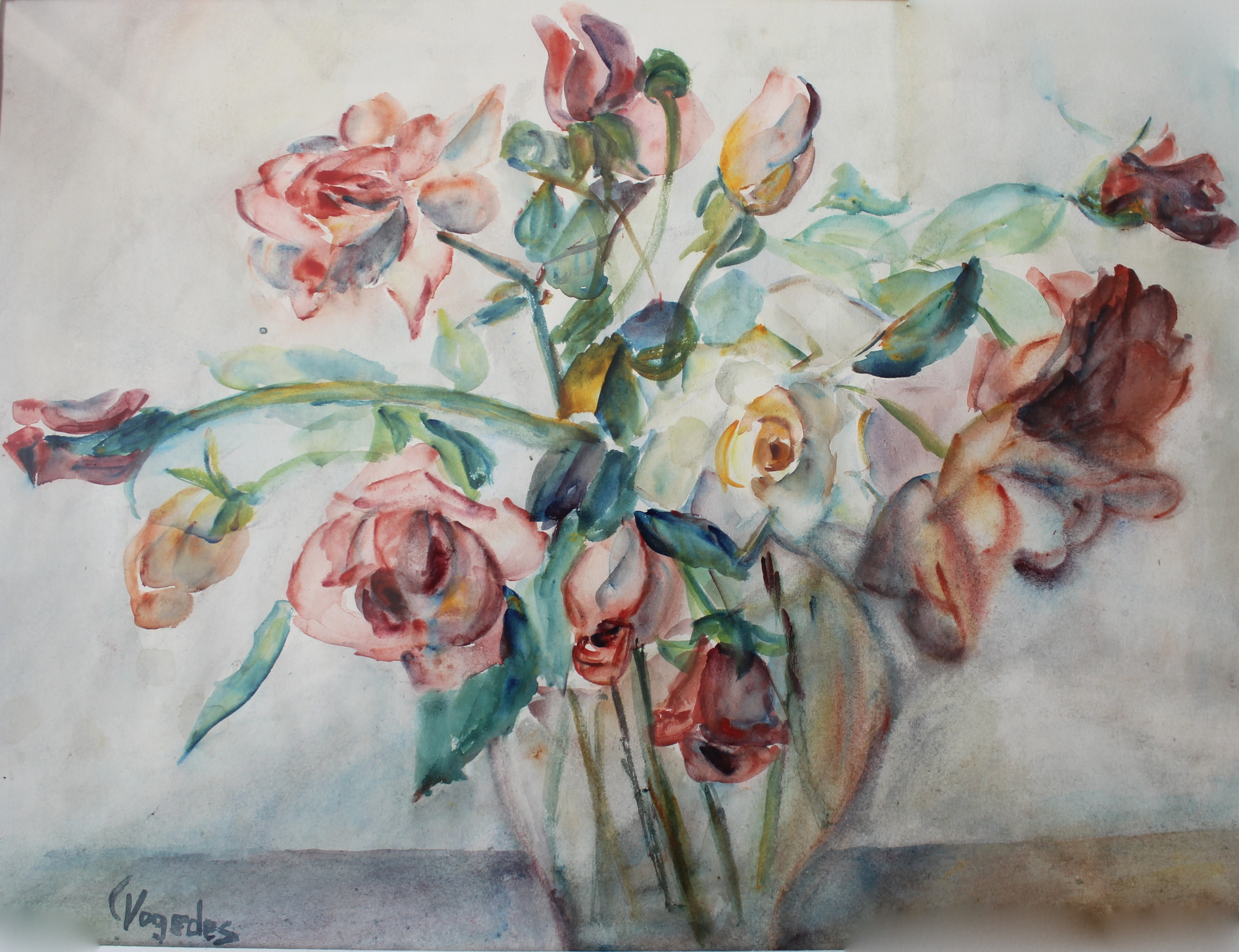
Roses dans un vase (1969)
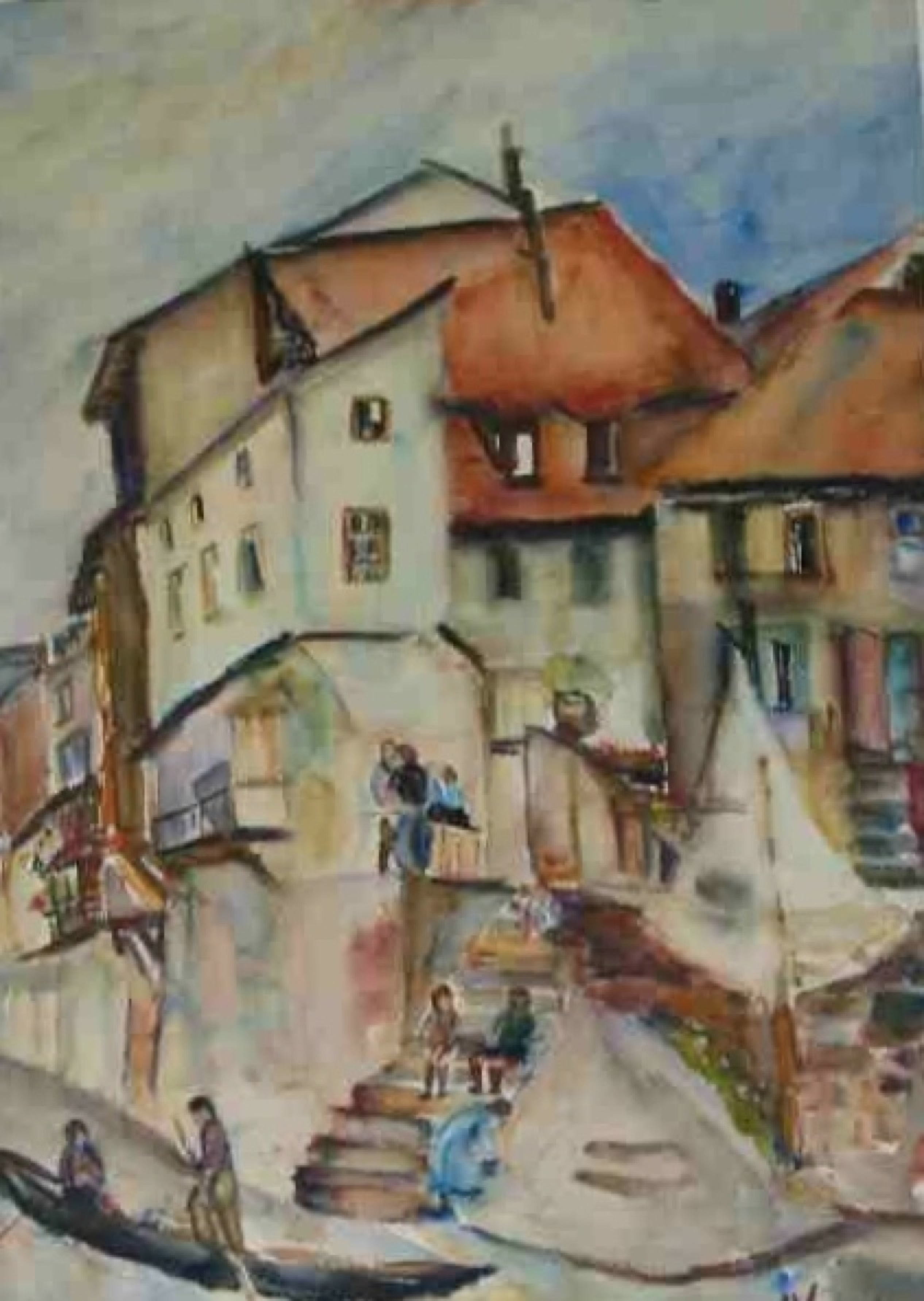
Maison de pêcheurs sur la Nahe (1937)
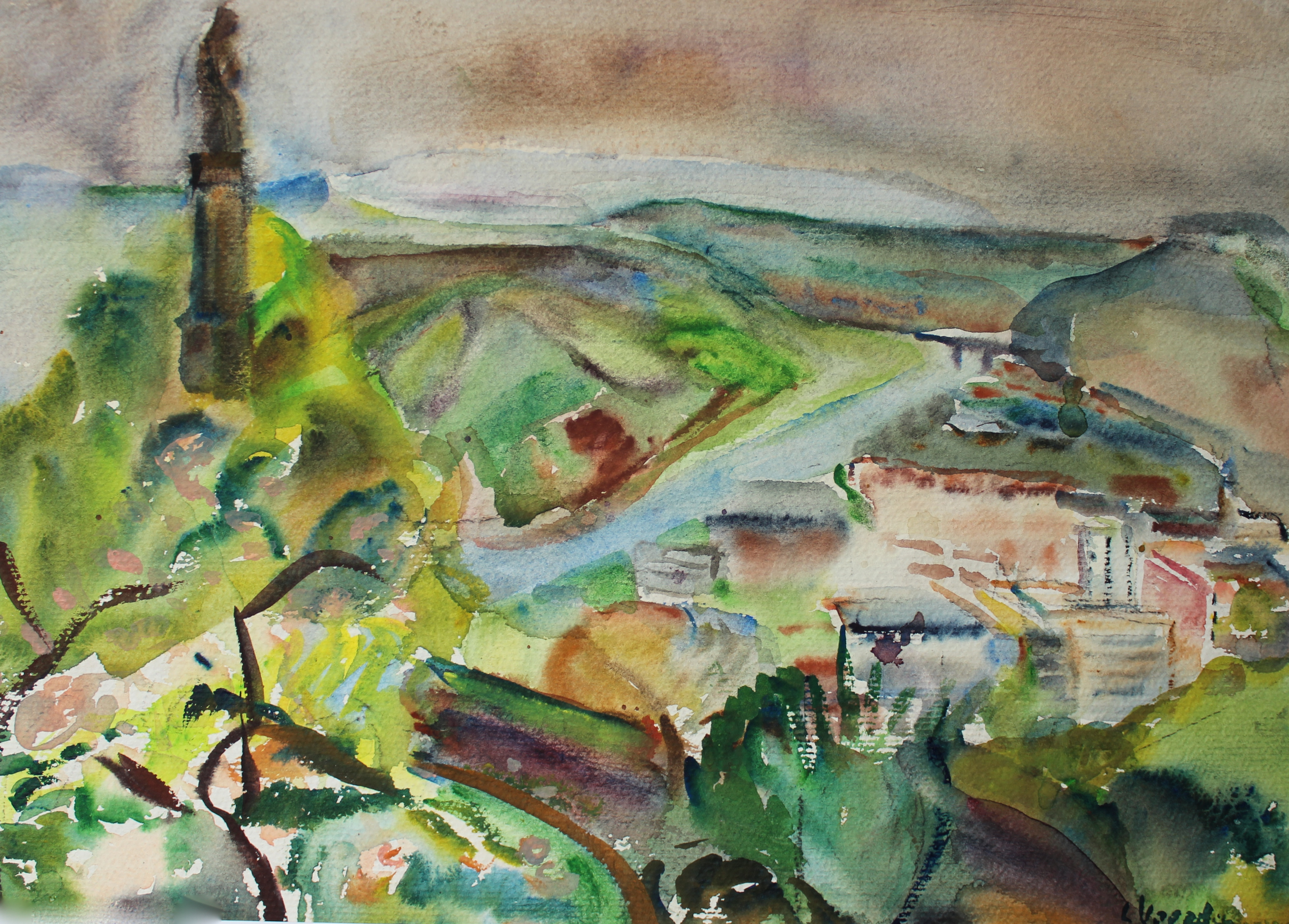
Colonne Ste-Marie à Trier (1962)
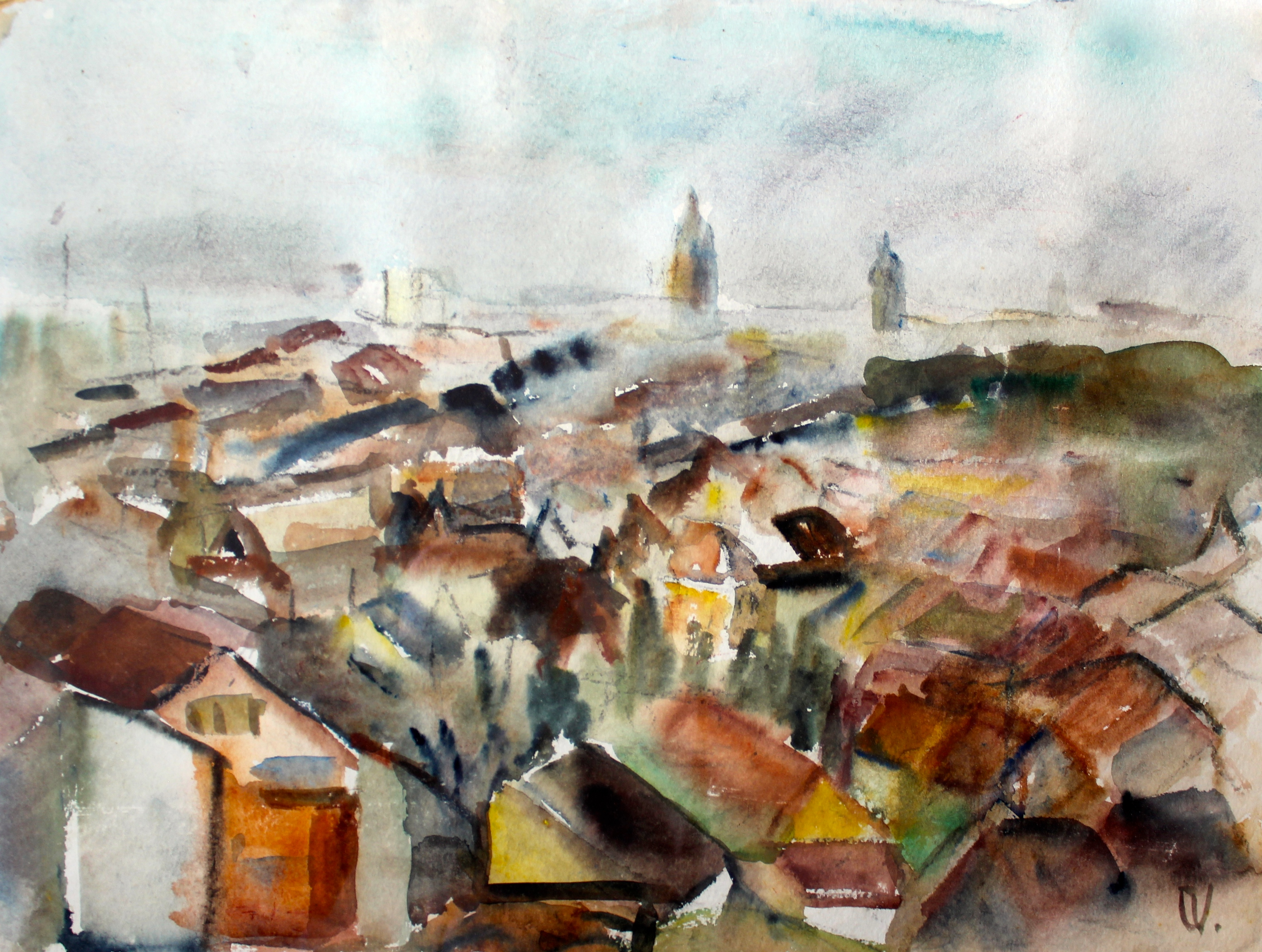
Lünen sous la pluie (1960)

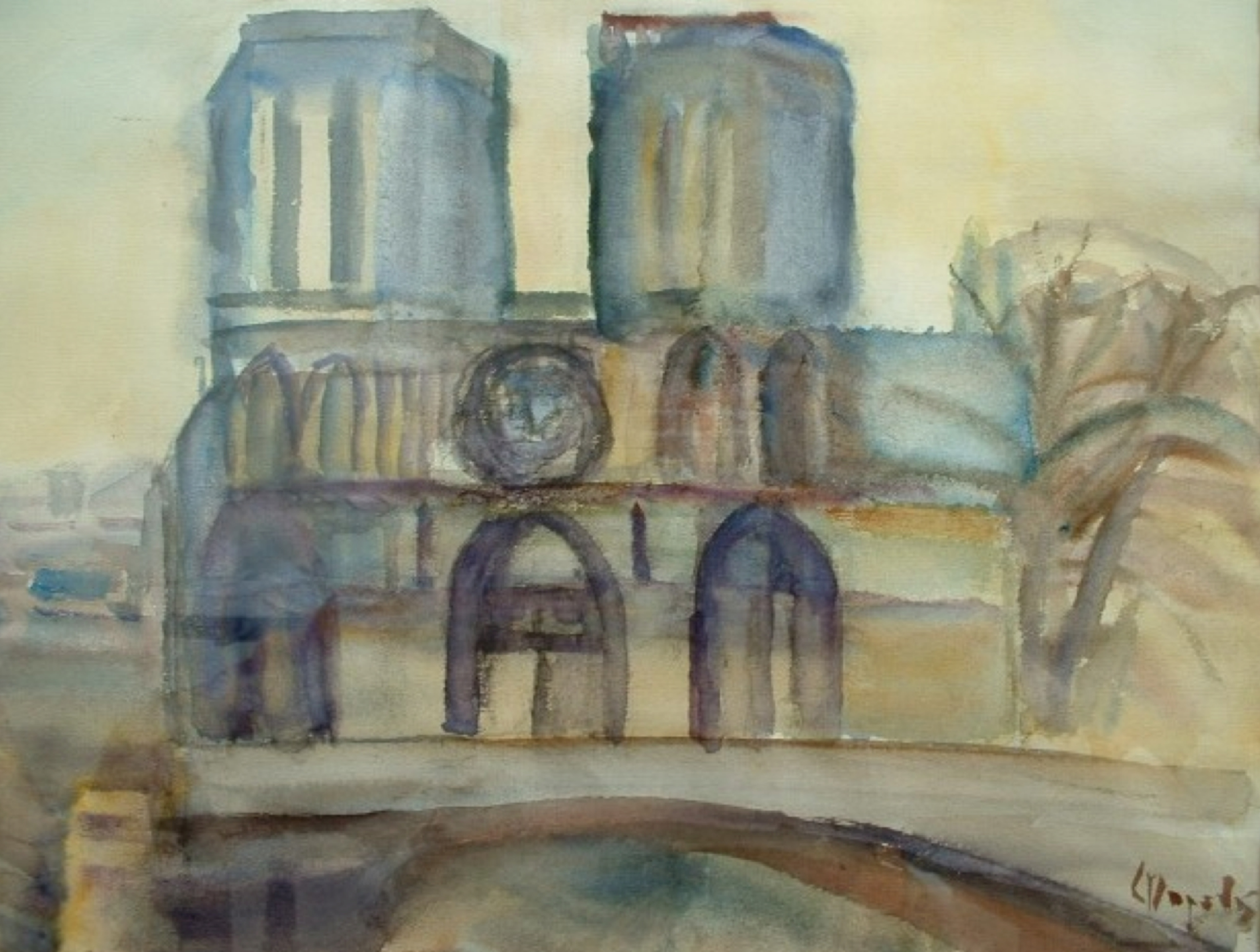
Notre-Dame après la messe de Pâques (1976)
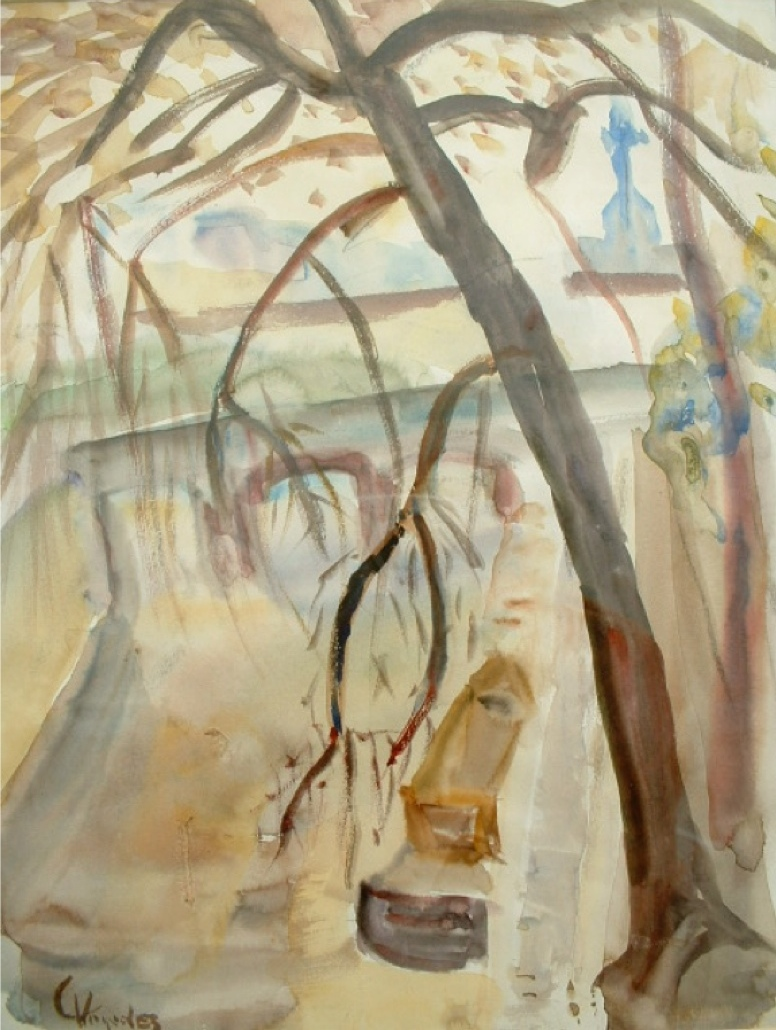
Quai de la Seine (1976)
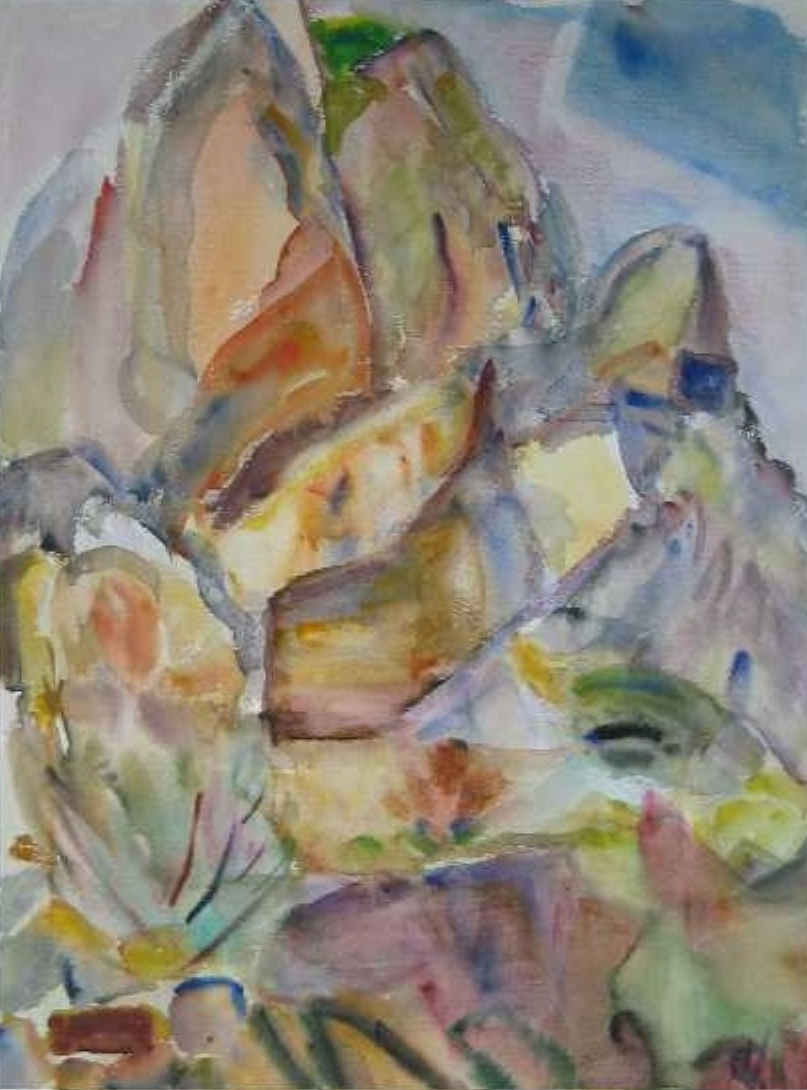
Mont Ventoux (1969)
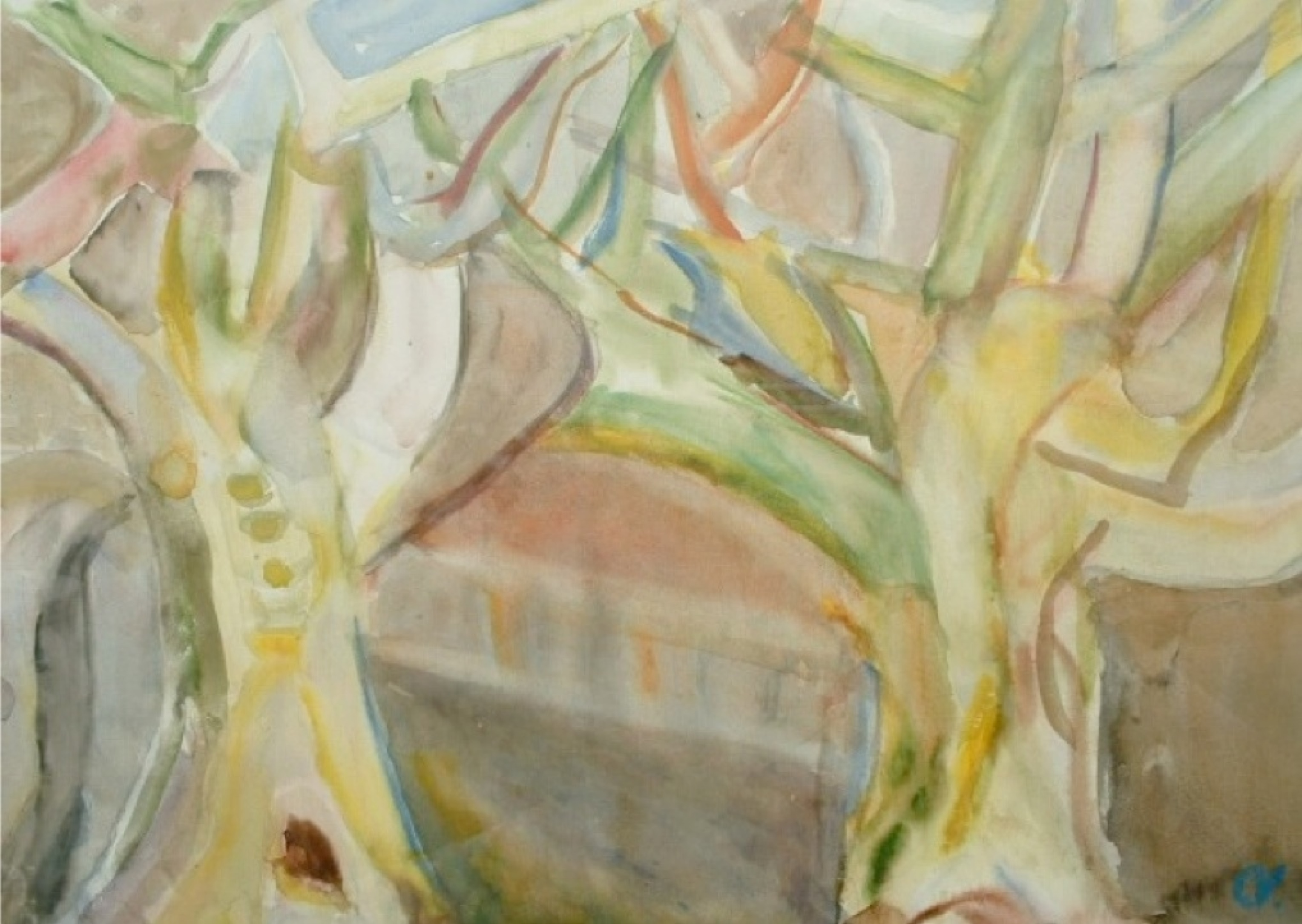
Platanes (1970)

## Expositions
- 1932 Trèves
- 1935 – 1939 Coblence, Trèves
- 1941 Sarrebruck
- 1942 Neunkirchen
- 1946 Münster
- 1948 Bielefeld, avec Otto Pankok (de)
- 1949 Landau in der Pfalz
- 1954 Bielefeld
- 1956 Bielefeld
- 1959 Bielefeld
- 1964 Brême
- 1967 Bielefeld
- 1970 Dortmund
- 1971 Lüdinghausen
- 1971 Heilbronn
- 1971 Selm, Exposition de groupe avec des œuvres de Ernst Barlach, Käthe Kollwitz und Otto Dix
- 1972 Lüdinghausen
- 1972 Château de Nordkirchen
- 1972-1976 Exposition individuelle et expositions de groupe dans Lemgo, Trèves, Selm, Krefeld, Abbaye de Corvey, Lünen, Lüdinghausen
- 1976 Dortmund
- 1976 Arnsberg
- 1977 Salzbourg
- 1978 Lünen
- 1984 Lünen
- 1985 Paderborn
- 1988 Buc
- 1992 Nieheim
- 1992 Lünen
- 1993-2010 Expositions individuelles et collectives dans des villes de Rhénanie-du-Nord-Westphalie (Lünen, Bergkamen, Telgte)
- 2005 Lünen
- 2010 Worpswede

## Distinctions
Le 29 Avril 1999 la ville de Lünen a donné son nom à une rue.